# Choc hémorragique
L'état de « choc hémorragique » correspond à une insuffisance circulatoire aiguë, entraînant une hypoperfusion tissulaire et donc des désordres systémiques (hémodynamiques, métaboliques et viscéraux secondaire). Elle est due à une réduction aiguë de la masse sanguine circulante (> 40 %), ce qui entraîne une chute de l'alimentation des cellules en oxygène.
Le risque de mortalité est élevé si cet état n'est pas rapidement diagnostiqué et traité au plus vite. C'est une des causes de collapsus cardio-vasculaire.

## Physiopathologie
La diminution de la masse sanguine ou de son débit va entraîner :
- une diminution du transport et de la distribution de l'oxygène,
- du fait de l'hypovolémie résultante, une diminution de la pression de remplissage du ventricule gauche, ce qui va entraîner une chute du débit cardiaque.

Ces deux mécanismes vont ainsi entraîner une hypoxie tissulaire et un état général de détresse (état de choc).

## Clinique
L'état de choc hémorragique peut se révéler, outre par une hémorragie extériorisée, par les signes suivants :
- hypotension
- tachycardie
- état d'agitation
- troubles de la vigilance (obnubilation, coma)
- pâleur
- sueurs
- extrémités froides
- marbrures (témoignant d'une souffrance tissulaire)
- oligurie (diminution du volume des urines)
- polypnée
- sensation de soif

## Causes

### Hémorragies extériorisées
- plaies vasculaires traumatiques,
- hémorragie digestive : hématémèse, rectorragies, méléna,
- épistaxis,
- hémorragies gynéco-obstétricales.

### Hémorragies non extériorisées

#### Post-traumatiques
- hémothorax, hémopéritoine,
- rupture de gros vaisseaux,
- fractures (bassin, fémur).

#### Non post-traumatiques
- hémorragie digestive,
- rupture de grossesse extra-utérine,
- rupture d'anévrisme aortique,
- pancréatite aiguë hémorragique,
- contexte post-opératoire.

## Prise en charge

### Traitement symptomatique

#### Assurer le transport en oxygène
- oxygène, voire intubation trachéale si nécessaire,
- remplissage vasculaire (500 à 1 000 cm3) par soluté macromoléculaire,
- transfusion sanguine.

### Traitement étiologique
Le traitement de la cause est essentiel. 

Il peut être chirurgical ou non chirurgical (compressions, sutures, traitement endoscopique, glypressine, sonde de Blackmore, embolisation, etc.)